# Arghandab (huyện)
Arghandab là một huyện thuộc tỉnh Kandahar, Afghanistan. Dân số thời điểm năm 1999 là 61,829 người.